# Liste de forts, fortifications, citadelles et places fortes en Afrique
Liste de forts, fortifications, citadelles et places fortes en Afrique

## Afrique du Sud
- Fort de Bonne-Espérance au Cap

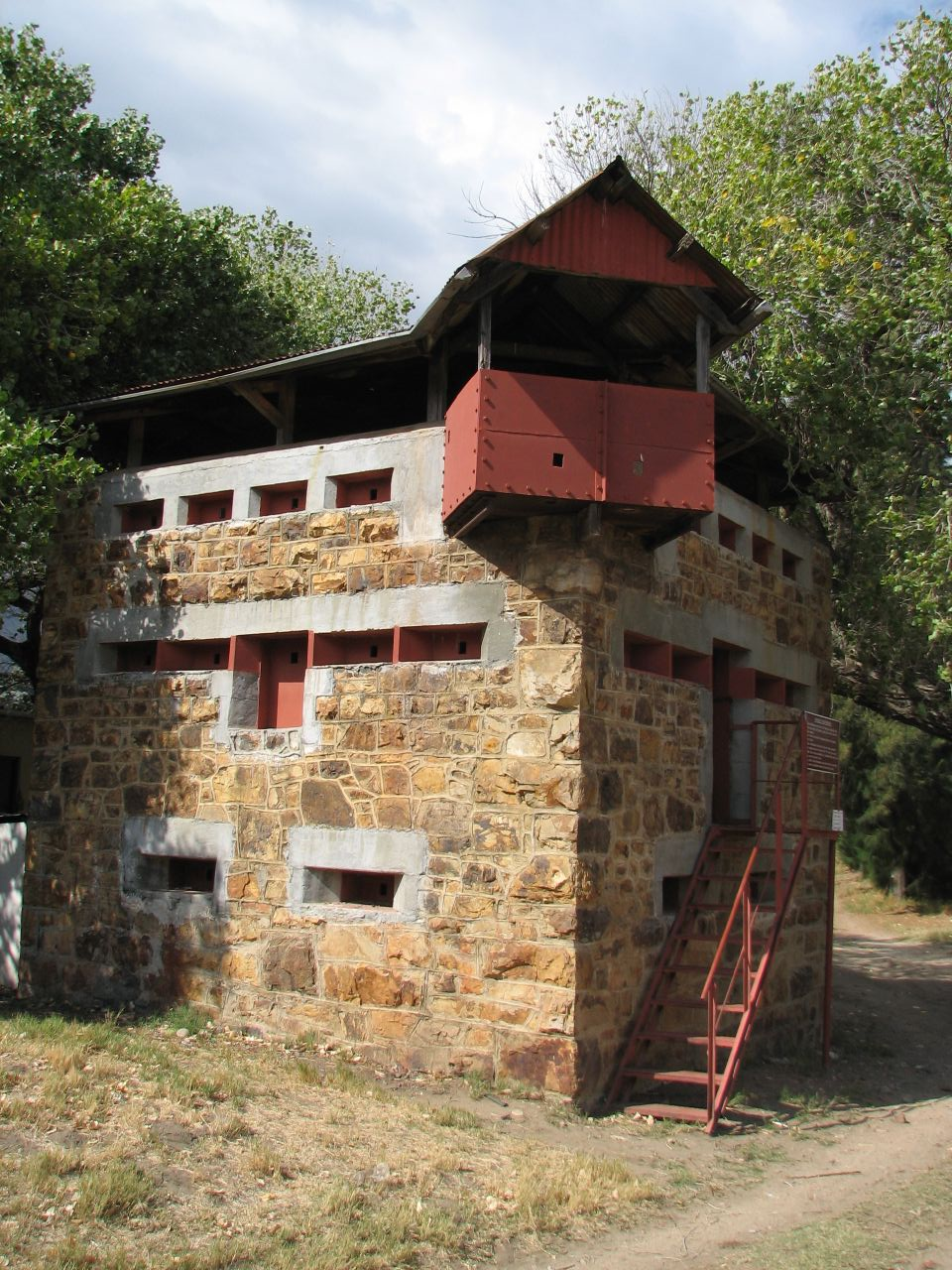
Un blockhaus près de Wolseley en Afrique du Sud. Ces constructions avaient pour vocation la surveillance des voies de communication contre les raids boers en 1901-1902

- Fortifications diverses issues de la seconde guerre des Boers
- Forts de Pretoria
- Fort de Daspoortrand
- Fort de Klapperkop
- Fort de Schanskop
- Fort de Wonderboompoort

## Algérie
- Liste de fortifications en Algérie

## Bénin
- Fort de Ouidah  N.6.21,31.87..E.2.05,24.15

## République démocratique du Congo
- Fort de Boma (Fort de Shinkakasa)
- Fort de Vivi

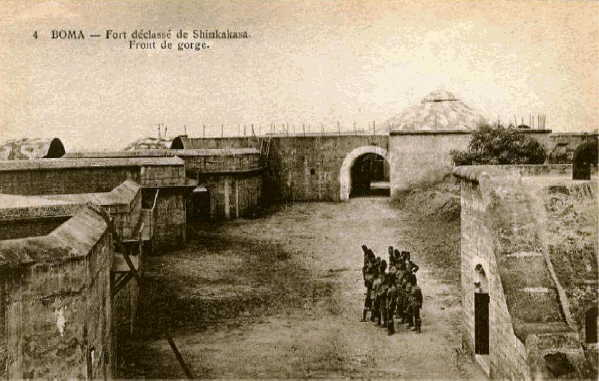
Fort de Shinkakasa à Boma (RDC)

Nombreuses fortifications disparues ou en ruines. Voir notamment Campagnes de l'État indépendant du Congo contre les Arabo-Swahilis et Paul Costermans

## République centrafricaine
- Tata fortifié du Sultan Sénoussi à Ndélé[1]

## Gambie
- Fort de l'Île James

## Ghana
- Fort São Jorge da Mina, Elmina
- Fort Osu, Accra
- Fort de Cape Coast

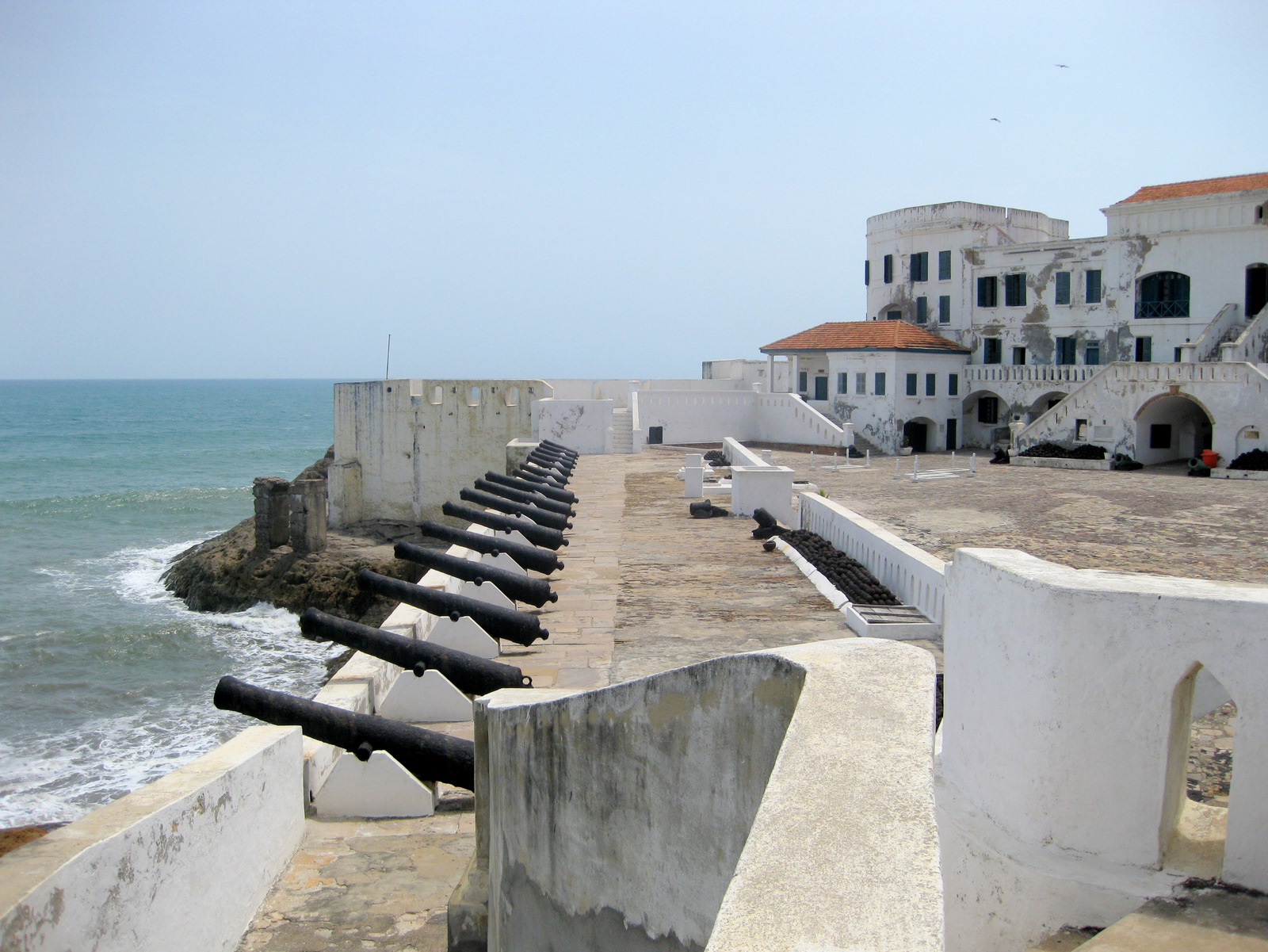
Fort de Cape Coast.

- Fort Groß Friedrichsburg, Princess Town

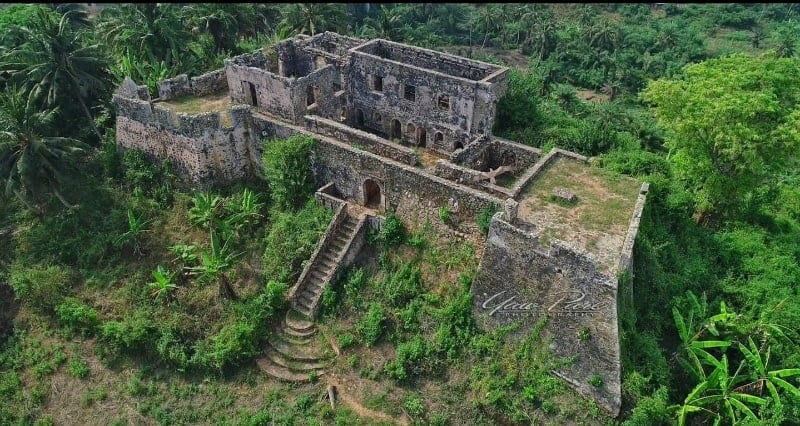
Fort Batenstein.

- Fort Amsterdam
- Fort James, Accra
- Fort Ussher, Accra
- Fort Saint Anthony, AximFort Batenstein.
- Fort Batenstein, Butre
- Fort William, Anomabu
- Fort Saint Sebastian, Shama
- Fort St Jago, Elmina
- Fort Metal Cross, Dixcove

## Kenya
- Fort Jesus

## Libye
- Fort Capuzzo

## Madagascar
- Fort-Dauphin, puis Tolanaro

## Mali
- Le tata de Sikasso, 1892.Fort Pierre Bordes (Tin-Zaouatine)
- Tata de Sikasso
- Fort de Médine (Mali)

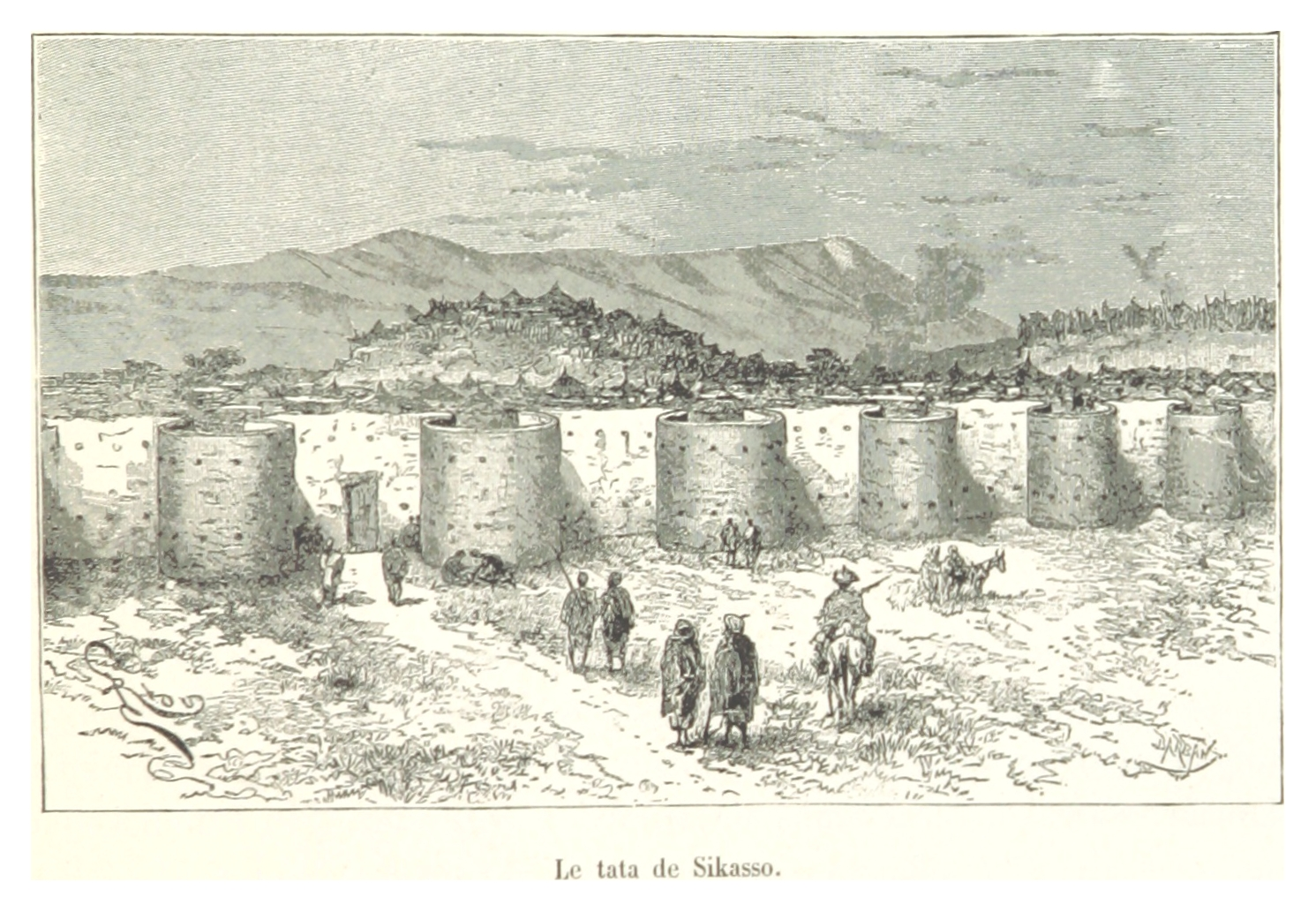
Le tata de Sikasso, 1892.

- Bahé, Fatafi, Goubanko, Guiniagué, Koubokoto, Koumakhana, Koundian, Moumanin, Mourgoula, Niantanso, Noya, Ouassoulou, Siékokoto

## Maroc
- Tanger, enceinte urbaine
- Fort de mirhleft n .29.34.4323/w.10.01.33.17
- Fort oued noun n.29.05.29.07/ w 10.19.58.93
- Fort aoreora n.28.50.26.35/w 10.50.35.67
- Fort tafindilt.n.28.32.34.08/w.10.59.09.46
- Fort dra.n.28.30.06.73/w10.40.37.90
- Fort de aouinet torkoz.n.28.28.20.81/w 9.51.20.35

sahara occidental
- Casa del Mar,  ancien SHARA ESPAGNOL
- Fort chacal.n.27.01.35.02/w.13.03.09.16

## République Islamique de Mauritanie

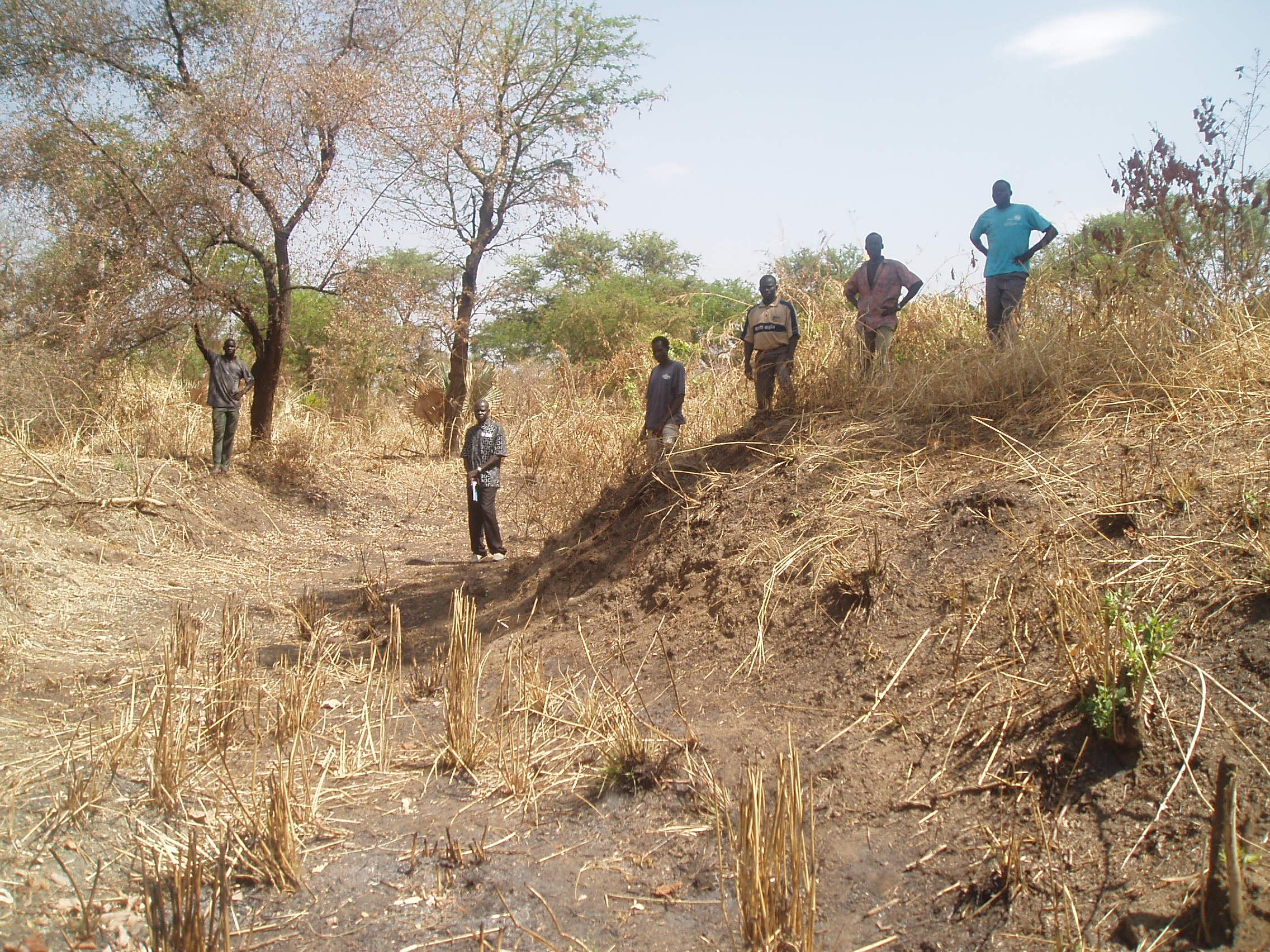
Vestige des murs de Dufile (Ouganda)

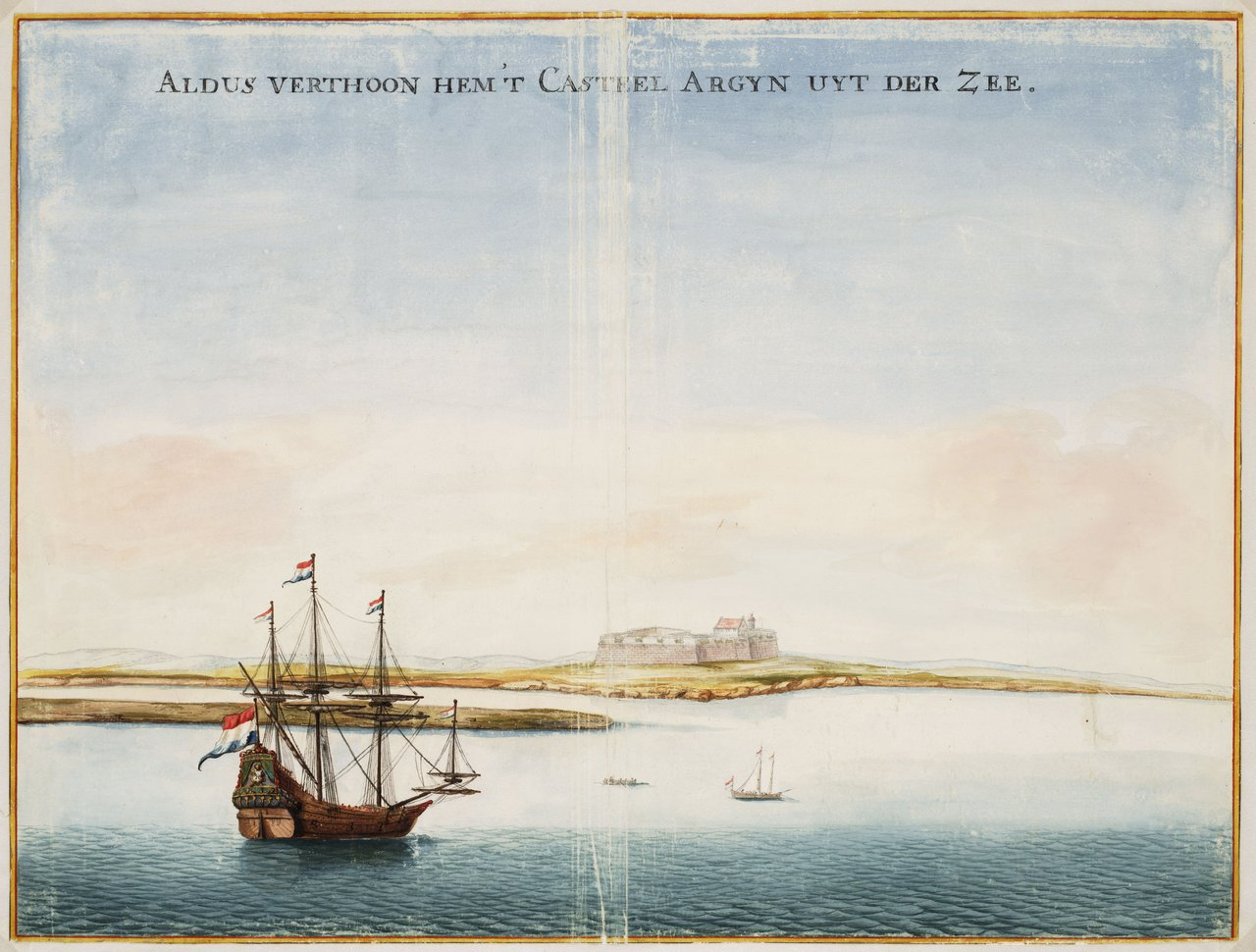
Fort d'Arguin par Johannes Vingboons en 1665.

- Fort d'Arguin par Johannes Vingboons en 1665.Fort d'Arguin. 20° 35′ 50″ N, 16° 27′ 34″ O
- Fort Gouraud, puis F'Derik (wilaya Tiris Zemmour)[Notes 1] 22° 40′ 26,87″ N, 12° 43′ 27,51″ O
- Fort Trinquet, puis Bir Moghreïn, (wilaya Tiris Zemmour) [Notes 2] 25° 13′ 37,12″ N, 11° 34′ 47,84″ O
- Fort Repoux à Akjoujt (capitale du wilaya d'Inchiri). 19° 44′ 55,94″ N, 14° 22′ 50,18″ O
- Fort de Chegga. 25° 22′ 25,4″ N, 5° 47′ 13,58″ O
- Fort d'Aïn Ben Tili. 25° 59′ 40,03″ N, 9° 33′ 12,02″ O
- Fort Saganne mais c'est à Chinguetti que le film a été tourné 20° 32′ 32,77″ N, 12° 48′ 02,16″ O

## Niger
- Fort Massu, à Timia. 18° 06′ 35,22″ N, 8° 46′ 49,5″ E
- Redoute Flatters (1899) située à proximité immédiate de la frontière algérienne, dans la commune d'In Azaoua. 20° 49′ 07,08″ N, 7° 27′ 29,36″ E Situation approximative
- Fort d'Agadem, dans la commune de N'gourti, région de Diffa. 16° 50′ 08,19″ N, 13° 17′ 29,46″ E Situation approximative.
- Fort Pacot, à Chirfa.  Fort construit après l'occupation du Djado en 1913, il porte le nom du sergent Pacot tué lors d'un combat contre des tribus locales. Abandonné en 1914, le fort est réoccupé après la Grande Guerre. 20° 57′ 22,15″ N, 12° 20′ 22,97″ E
- Fort Dromard à Bilma. Construit en 1917, lors de l'occupation du Niger, il porte le nom du lieutenant Amédée Dromard, mortellement blessé fin juillet 1909 lors d'un combat près du puits d'Achegour dans le Ténéré.  De faible valeur défensive, il est agrandi et renforcé vers 1912 puis vers 1933.  Situation dans Bilma inconnue
- Fort de Madama. Construit en septembre 1930 près du puits d'Er-Rui, il est renforcé, peu avant la seconde guerre mondiale, de deux casemates, de deux emplacements pour DCA et entouré d'un réseau de fils de fer barbelés . 21° 56′ 41,83″ N, 13° 38′ 45,49″ E
- Fort de Fachi. 18° 06′ 23,12″ N, 11° 35′ 01,31″ E
- Fort Crépin à Dao Timni. Point d'appui aménagé à partir de mars 1938, composé de trois postes situés sur les hauteurs, il était ceinturé d'un réseau de fils de fer barbelés et d'un fossé anti-chars face aux secteurs les plus sensibles.20° 33′ 35,93″ N, 13° 32′ 23,25″ E

- Citadelle antique du Djado. 21° 00′ 57,12″ N, 12° 18′ 30,41″ E

## Ouganda
- Dufile (ou Doufile)

## São Tomé
- Fort São Sebastião

## Sénégal

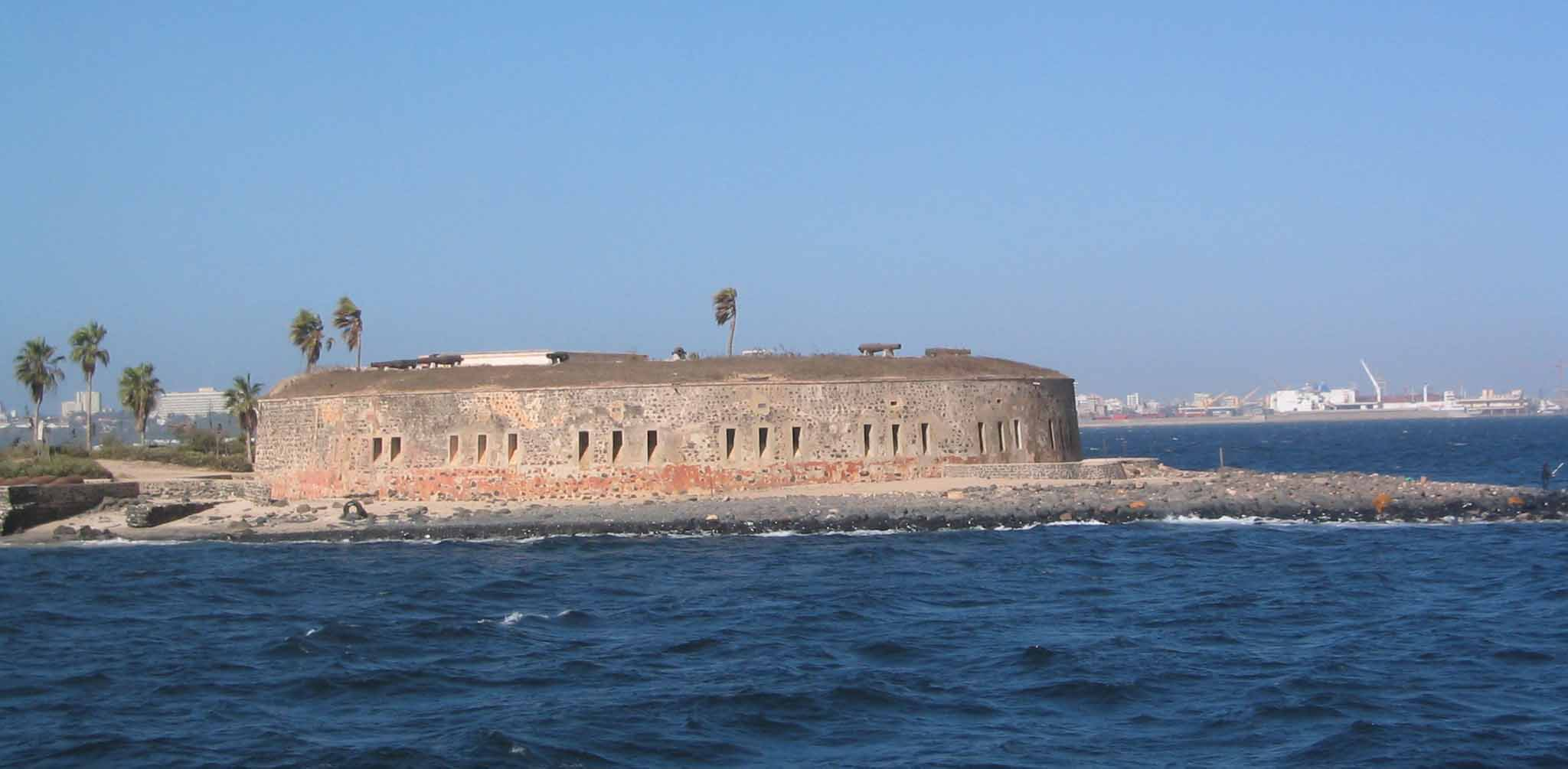
Le fort d'Estrées sur l'île de Gorée (Sénégal)

- Fort d'Estrées sur l'île de Gorée, aujourd'hui Musée historique du Sénégal à Gorée
- Fort de Saint-Louis
- Fort de Podor

## Tchad
- Fort-Lamy
- Fort de Zouar

## Tunisie
- Ligne Mareth
- Fort Saint (Borj el-Khadra), à proximité de Ghadamès (Libye) 30° 15′ 00″ N, 9° 33′ 18″ E

- Fort M'Chad Salah
- Fort Garet Saber
- Fort Jneïn
- Bordj Lebœuf, devenu Bordj Bourguiba après l'indépendance de la Tunisie.
- Borj El Kebir, forteresse ottomane du XVIe siècle située à Mahdia.

## Zimbabwe
- Cité fortifiée du Grand Zimbabwe
- Cité fortifiée de Khami